# Giuncarico
Giuncarico is een plaats (frazione) in de Italiaanse gemeente Gavorrano.

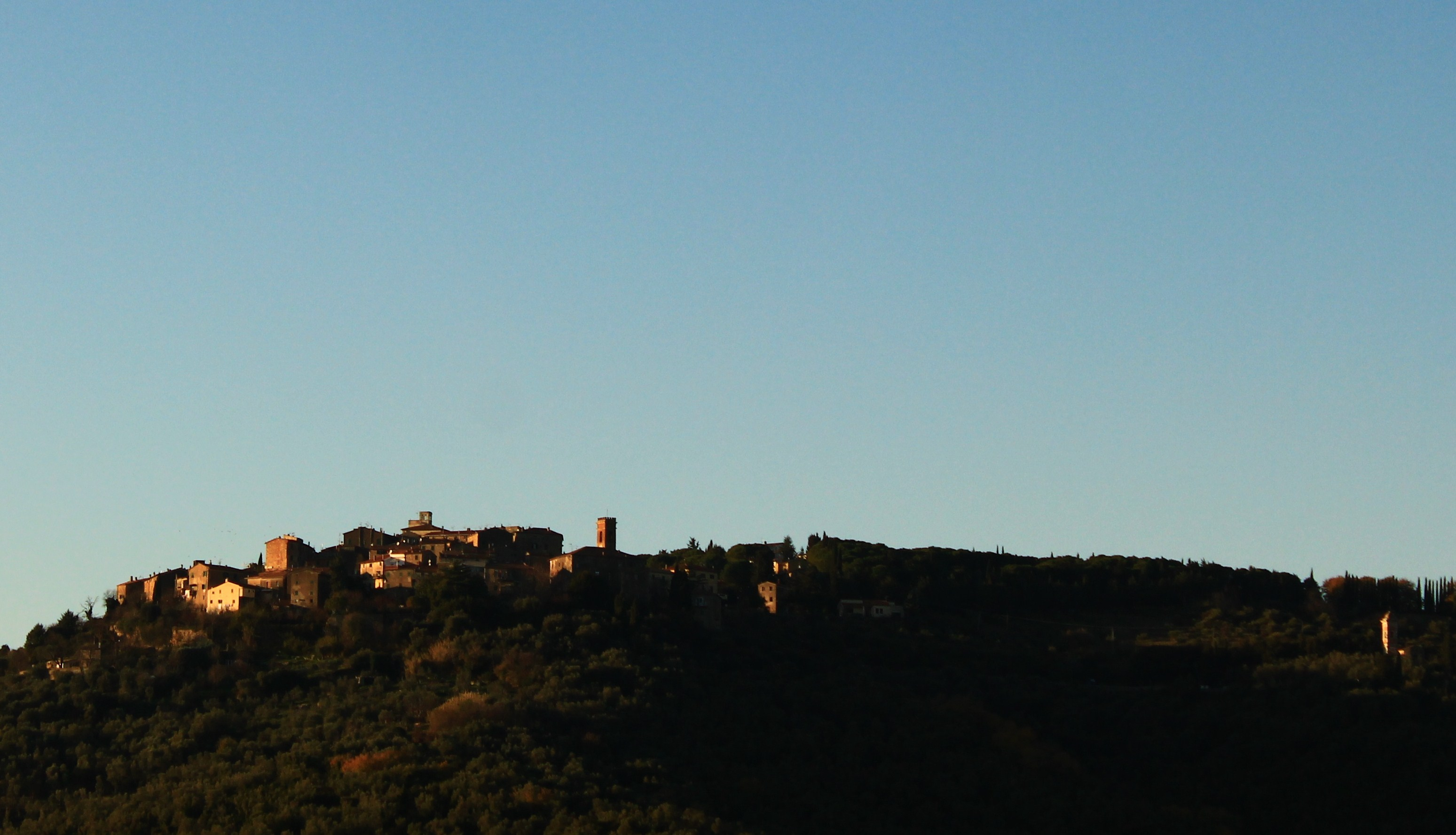
Giuncarico
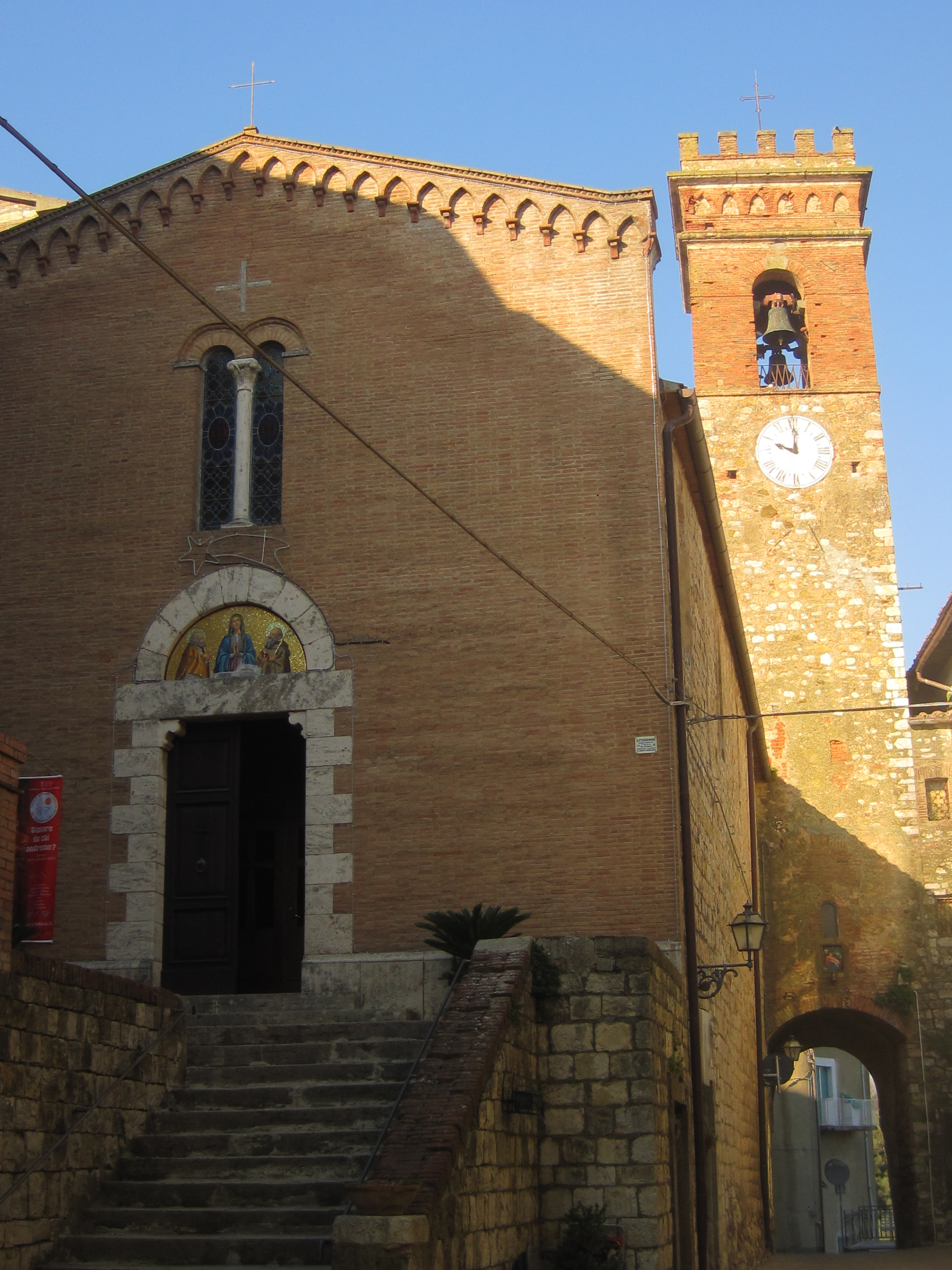
Kerk van St Egidius